# Kokė
Kokė je potok 4. řádu na jihu Litvy v okrese Kazlų Rūda, pravý přítok řeky Vabalkšnė, do které se vlévá na západním okraji vsi Guobai, 13,1 km od jejího ústí do Pilvė. Vytéká z rybníka Skriaudžių tvenkinys na jižním okraji obce Skriaudžiai (západní okraj okresu Prienai). Teče zpočátku směrem západním, postupně se odklání k jihu. Celý tok potoka je regulován.

## Přítoky
- Levé:

| Hydrologické pořadí | Řeka       | Délka (km) | Povodí (km²) | Vzdálenost od ústí (km) | Ústí kde | Koordináty ústí                  |
| ------------------- | ---------- | ---------- | ------------ | ----------------------- | -------- | -------------------------------- |
| 15010427            | Bajormūšis | 4,2        | 8,2          | 3,1                     | Gudeliai | 54°43′33″ s. š., 23°36′13″ v. d. |
| 15010428            | Brokinis   | 4,7        | 2,7          | 0,7                     | Guobai   | 54°42′41″ s. š., 23°35′15″ v. d. |